# Spinetoli
Spinetoli é uma comuna italiana da região das Marcas, província de Ascoli Piceno, com cerca de 5 869 habitantes. Estende-se por uma área de 12 km², tendo uma densidade populacional de 489 hab/km². Faz fronteira com Ancarano (TE), Castorano, Colli del Tronto, Controguerra (TE), Monsampolo del Tronto, Offida.

## Demografia
| Variação demográfica do município entre 1861 e 2011                               |
|                                                                                   |
| Fonte: Istituto Nazionale di Statistica (ISTAT) - Elaboração gráfica da Wikipedia |